# Mominbrodsko blato
Mominbrodsko blato este o arie protejată (arie specială de conservare — SAC, sit de importanță comunitară — SCI) din Bulgaria întinsă pe o suprafață de 26,61 ha, integral pe uscat.

## Localizare
Centrul sitului Mominbrodsko blato este situat la coordonatele 43°47′00″N 23°13′39″E / 43.7833°N 23.2275°E.

## Înființare
Situl Mominbrodsko blato a fost declarat sit de importanță comunitară în martie 2007 pentru a proteja 9 specii de animale. Situl a fost protejat și ca arie specială de conservare în decembrie 2020.

## Biodiversitate
Situată în ecoregiunea continentală, aria protejată conține 1 habitat natural: Lacuri eutrofice naturale cu vegetație de tip Magnopotamion sau Hydrocharition.
La baza desemnării sitului se află mai multe specii protejate:
- amfibieni (2): buhai de baltă cu burta roșie (Bombina bombina), triton cu creastă dobrogean (Triturus dobrogicus)
- nevertebrate (1): Unio crassus
- pești (5): avat (Aspius aspius), Barbus meridionalis, zvârluga (Cobitis taenia), țipar (Misgurnus fossilis), boarță (Rhodeus amarus)
- reptile (1): țestoasa de baltă (Emys orbicularis)

Pe lângă speciile protejate, pe teritoriul sitului au mai fost identificate 4 specii de amfibieni, 3 specii de pești, 1 specie de reptile.